# Armstrong Whitworth Albemarle
Armstrong Whitworth AW.41 Albemarle byl britský dvoumotorový letoun stavěný z nestrategických materiálů. Byl vyvíjen firmou W.G. Armstrong Whitworth Aircraft Ltd původně jako střední bombardovací a průzkumný letoun, ale nakonec byl nasazen k vlekání kluzáků a výsadkům parašutistů a přepravě vybavení. V této roli se uplatnil při spojeneckých invazích.

## Vývoj
Letoun vznikl na základě Specifikace P.9/38 Ministerstva letectví z roku 1938, jež požadovala střední bombardér využívající v co největší míře levné dostupné materiály, konkrétně měl být letoun konstruován ze svařených ocelových trubek a překližky. Takové řešení umožňovalo zapojit do výroby součástí také menší kovozpracující a dřevařské podniky, na druhou stranu měl nárůst váhy negativní dopad na letové výkony. Brzy nato vydalo Ministerstvo letectví dokument B.18/38, který již upřesňoval požadavky: letoun měl být schopen přepravit 680 kg (1500 lb) bomb na vzdálenost 3200 km (2000 mil) rychlostí 402 km/h (250 mph) ve výšce 1524 m (5000 ft). Následující rok byla podepsána smlouva na 200 strojů (včetně dvou prototypů), po uzavření dalších dvou smluv se toto číslo vyšplhalo na 880, ale později byla objednávka 478 z nich zrušena.
První prototyp (P1360) byl zalétán 20. března 1940 továrním pilotem C. K. Turner-Hughesem a byl poháněn hvězdicovými motory Bristol Hercules XI; druhý prototyp (P1361) poprvé vzlétl 20. dubna 1941 a měl rozpětí prodloužené na 23,47 m (77 ft). První bombardéry Albemarle byly dodávány od října 1941, ale vzápětí byla výroba přerušena, neboť bylo rozhodnuto o úpravě typu na transportní. První takové verze přicházely do služby až na začátku roku 1943. Celkem bylo vyrobeno šest stovek exemplářů, všechny firmou A. W. Hawkesley Ltd. v Brockworthu.

## Varianty

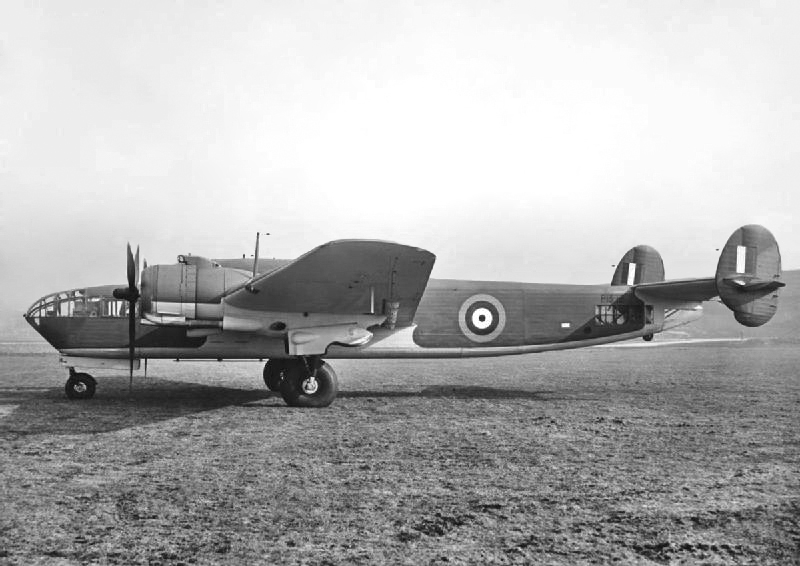
Armstrong Whitworth Albemarle Mk.I (P1372)

### Mk. I
Původní bombardovací-průzkumná verze vyrobená v počtu 42 kusů. Výzbroj se skládala ze čtyř kulometů ráže 7,7 mm (0,303 in) v horní střelecké věži a dvou stejných zbraní ve výsuvné spodní ručně ovládané věži. V pumovnici měly být neseny pumy do celkové hmotnosti 1361 kg (3000 lb). Osádka byla šestičlenná – dva piloti vedle sebe v kokpitu, navigátor v přídi, radiooperátor v přední části trupu a dva střelci. Palivové nádrže byly umístěny v trupu i v křídle.
Stroje nebyly nasazeny.

### ST Mk. I

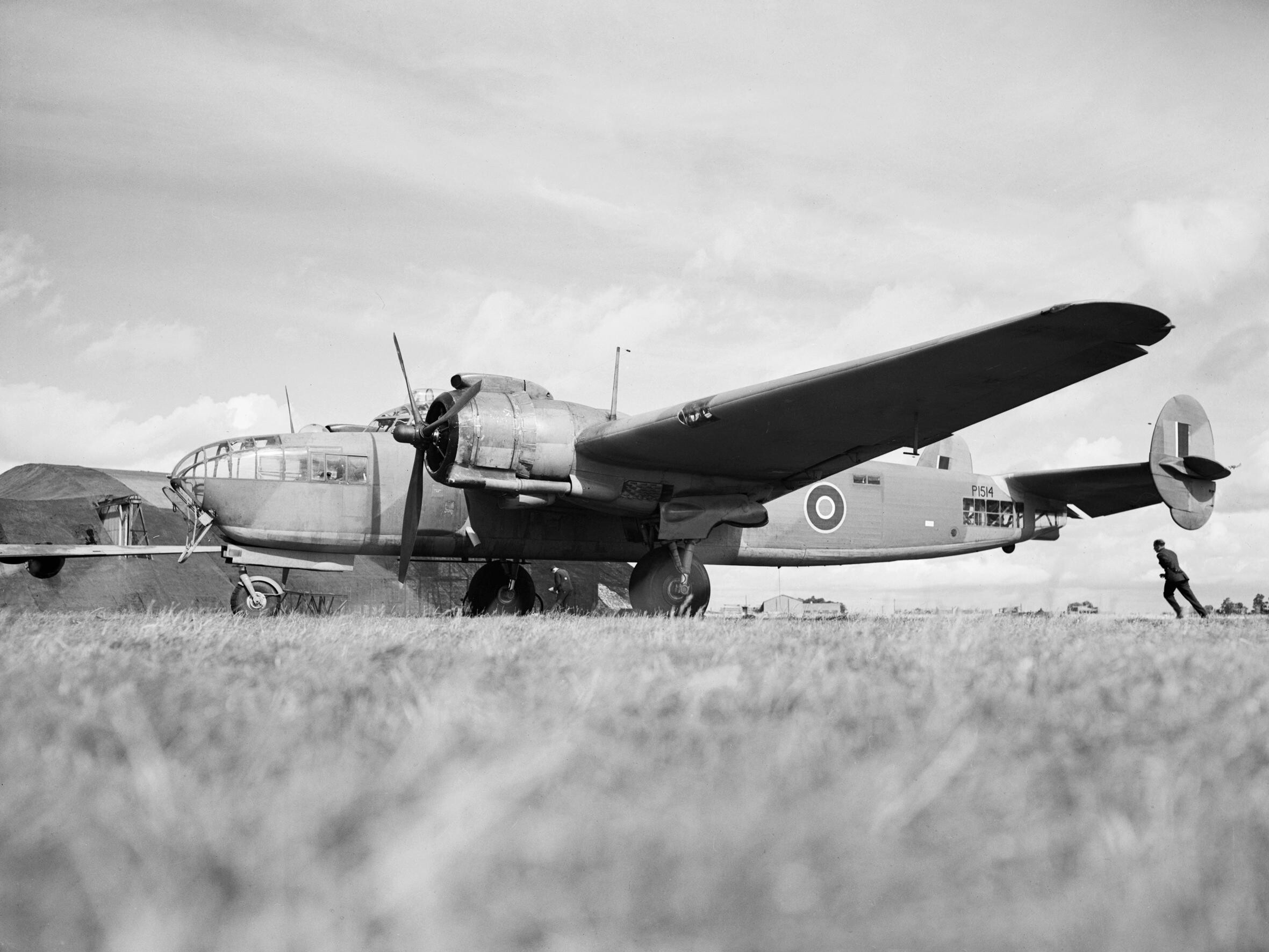
Armstrong Whitworth Albemarle Mk.I (P1514), 511. peruť RAF, letka C, Lyneham

Verze upravená pro transport vojáků a materiálu (Special Transport). Byla odstraněna spodní střelecká věž, trupové palivové nádrže a bombardovací vybavení. Na pravé straně trupu přibyly nakládací dveře. Letouny ST Mk. I se vyráběly ve třech sériích, které se od sebe lišily různými menšími úpravami. Stroje první série (osm letounů ST Mk. I Series 1) měly horní střeleckou věž nahrazenou ručně ovládaným střelištěm Rose se dvěma kulomety a letouny druhé série (14 kusů) obdržely hák typu Malcolm pro vlekání kluzáků.
Do Sovětského svazu bylo vyvezeno 10 z celkem 78 vyrobených strojů této verze.

### GT Mk. I
Verze určená k vlekání kluzáků s podobným vybavením jako ST Mk. I, ale bez možnosti přepravy parašutistů. Bylo vyrobeno 80 letounů.

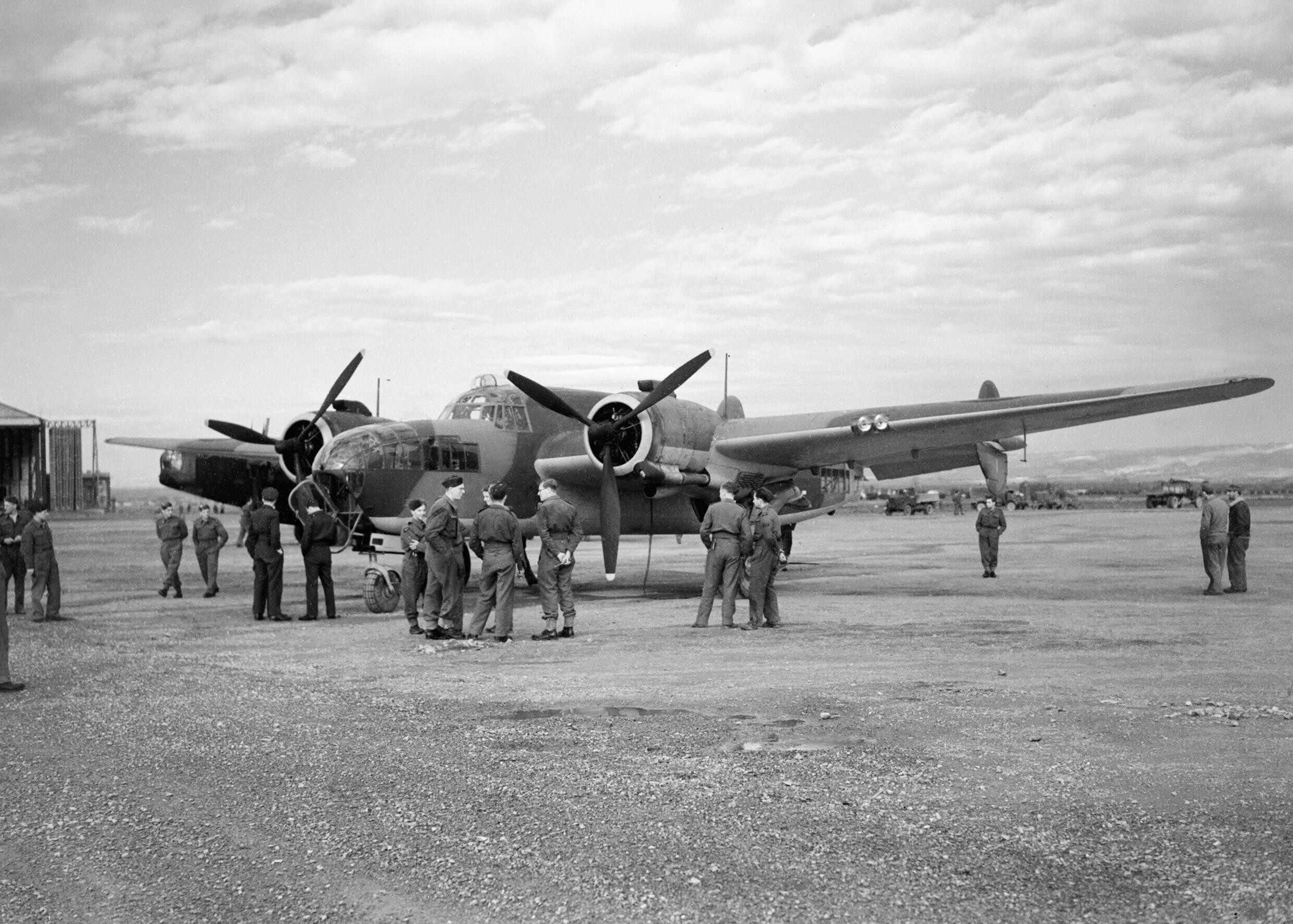
Albemarle Mk.I (P1564)

### ST Mk. II
Tato varianta byla až na několik změn ve vybavení podobná ST Mk. I, stroje mohly přepravovat 10 plně vyzbrojených vojáků a byly vyzbrojeny horní střeleckou věží se čtyřmi kulomety. Vyrobeno 99 letadel.

### GT Mk. II
Byl vyroben jen jeden exemplář, určen k vlekání kluzáků. Jen nepatrně se odlišoval od předcházející GT Mk. I.

### Mk. III, Mk. IV
Projekty testující jiné pohonné jednotky – Rolls-Royce Merlin III, respektive Wright Double Cyclone (1600 hp).

### ST Mk. V
Transportní verze vycházející ze ST Mk. II, ale s pozměněným palivovým systémem. Byla zalétána 27. července 1943 a vyrobena v počtu 49 kusů.

### ST Mk. VI
Konečná transportní verze, vyzbrojena horní střeleckou věží. Bylo vyrobeno 133 strojů.

### GT Mk. VI
Konečná verze pro vlekání kluzáků, taktéž s horní střeleckou věží. Vyrobena v počtu 117 kusů.

## Nasazení
První letouny Albemarle vstoupily do služby počátkem roku 1943 u 295. perutě RAF a později vyzbrojily ještě 296., 297. a 570 peruť. U těchto útvarů sloužily k přepravě vojáků, zatímco u 511. perutě přepravovaly materiál a 161. peruť s nimi plnila různé speciální úkoly.
Letouny byly poprvé bojově nasazeny při vylodění na Sicílii v červenci 1943, dále se zapojily do vylodění v Normandii 6. června 1944 a při výsadkové operaci Market-Garden, která proběhla 17. až 25. září 1944 v Nizozemí.

## Popis konstrukce
AW.41 Albemarle byl středoplošník poháněný dvěma hvězdicovými čtrnáctiválcovými motory Bristol Hercules XI. Trup byl tvořen kostrou z ocelových trubek, na níž byly připevněny desky ze dřeva a překližky. Ocelová konstrukce křídla byla pokryta překližkou, stejně jako ocasní plochy. Svislé ocasní plochy byly podobně jako u většiny britských bombardérů zdvojené. Novinku mezi britskými letadly představoval příďový podvozek. Přední kolo se zatahovalo směrem dozadu do trupu, hlavní podvozkové nohy se zatahovaly směrem dozadu do motorových gondol, kde byly částečně zakryty.

## Specifikace (ST Mk. I)

### Technické údaje
- Osádka: 2 piloti, navigátor, radiooperátor
- Rozpětí: 23,47 m
- Délka: 18,26 m
- Výška: 4,75 m
- Nosná plocha: 74,6 m²
- Hmotnost prázdného stroje: 10 625 kg
- Maximální vzletová hmotnost : 16 556 kg
- Pohonná jednotka: 2 hvězdicové vzduchem chlazené 14válcové motory Bristol Hercules XI
- Výkon pohonné jednotky: 1590 k (1169 kW)

### Výkony
- Maximální rychlost: 426 km/h ve výšce 3200 m
- Dostup: 5486 m
- Stoupavost: 5 m/s
- Dolet: 2092 km

### Výzbroj
- Srs. I: dva kulomety ráže 7,7 mm v horním ručně ovládaném střelišti Rose
- Srs. II, Srs. III: čtyři kulomety ráže 7,7 mm v horní střelecké věži

## Uživatelé
- Sovětský svaz, Velká Británie (RAF)